# Лоренцо Инсиње
Лоренцо Инсиње (итал. Lorenzo Insigne; Фратамађоре, 4. јун 1991) италијански је професионални фудбалер који наступа као нападач за Торонто и репрезентацију Италије.
Своју професионалну каријеру започео је у Наполију 2009. године, а деби у Серији А имао је 2010. Касније одлази на позајмице редом у Кавезе, Фоџу и Пескару. У Наполи се вратио 2012. у којем је провео наредних десет година. 
Инсиње може играти на боку или кроз центар. Међутим, углавном игра на позицији левог крила. Познат је по својој креативности, брзини и техничком умећу, као и по својим слободним ударцима.
Инсиње је своју репрезентативну каријеру започео у млађим редовима Италије, до 20 и 21 године. Са репрезентацијом до 21 године освојио је друго место на Европском првенству за младе 2013. За сениорску селекцију дебитовао је септембра 2012. Био је члан Небеско плавих на више значајних такмичења: Светско првенство 2014, Европско првенство 2016. и Европско првенство 2020, на којем је Италија изашла као победник.

## Статистика

### Клупски ниво
Ажурирано након утакмице одигране 22. маја 2022.
| Клуб                | Сезона    | Лига                     | Лига    | Лига   | Куп     | Куп    | Европа  | Европа | Остало  | Остало | Укупно  | Укупно | Укупно |
| Клуб                | Сезона    | Ранг                     | Наступи | Голови | Наступи | Голови | Наступи | Голови | Наступи | Голови | Наступи | Голови |        |
| ------------------- | --------- | ------------------------ | ------- | ------ | ------- | ------ | ------- | ------ | ------- | ------ | ------- | ------ | ------ |
| Наполи              | 2009/10.  | Серија А                 | 1       | 0      | 0       | 0      | –       | –      | –       | –      | 1       | 0      |        |
| Наполи              | 2012/13.  | Серија А                 | 37      | 5      | 1       | 0      | 5       | 0      | 0       | 0      | 43      | 5      |        |
| Наполи              | 2013/14.  | Серија А                 | 36      | 3      | 5       | 3      | 10      | 3      | –       | –      | 51      | 9      |        |
| Наполи              | 2014/15.  | Серија А                 | 20      | 2      | 1       | 0      | 7       | 0      | 0       | 0      | 28      | 2      |        |
| Наполи              | 2015/16.  | Серија А                 | 37      | 12     | 0       | 0      | 5       | 1      | –       | –      | 42      | 13     |        |
| Наполи              | 2016/17.  | Серија А                 | 37      | 18     | 4       | 1      | 8       | 1      | –       | –      | 49      | 20     |        |
| Наполи              | 2017/18.  | Серија А                 | 37      | 8      | 2       | 1      | 9       | 5      | –       | –      | 48      | 14     |        |
| Наполи              | 2018/19.  | Серија А                 | 28      | 10     | 2       | 0      | 11      | 4      | –       | –      | 41      | 14     |        |
| Наполи              | 2019/20.  | Серија А                 | 37      | 8      | 4       | 3      | 5       | 2      | –       | –      | 46      | 13     |        |
| Наполи              | 2020/21.  | Серија А                 | 35      | 19     | 4       | 0      | 8       | 0      | 1       | 0      | 48      | 19     |        |
| Наполи              | 2021/22.  | Серија А                 | 32      | 11     | 0       | 0      | 5       | 2      | –       | –      | 37      | 13     |        |
| Укупно              | Укупно    | 337                      | 96      | 23     | 8       | 73     | 18      | 1      | 0       | 434    | 122     |        |        |
| Кавезе (позајмица)  | 2009/10.  | Лега про прима дивизионе | 10      | 0      | 0       | 0      | –       | –      | –       | –      | 10      | 0      |        |
| Фоџа (позајмица)    | 2010/11.  | Лега про прима дивизионе | 33      | 19     | 7       | 7      | –       | –      | –       | –      | 40      | 26     |        |
| Пескара (позајмица) | 2011/12.  | Серија Б                 | 37      | 18     | 1       | 2      | –       | –      | –       | –      | 38      | 20     |        |
| Пескара (позајмица) | Укупно    | Укупно                   | 80      | 37     | 8       | 9      | –       | –      | –\|     | –\|    | 88      | 46     |        |
| Свеукупно           | Свеукупно | Свеукупно                | 338     | 100    | 25      | 17     | 59      | 15     | 0       | 0      | 422     | 132    |        |

1. 1 2 3 4 5 6 7 8  Сви наступи у Купу Италије.
2. 1 2 3 4  Сви наступи у Лиги Европе.
3. ↑  Шест наступа и два гола у Лиги шампиона, четири наступа и гол у Лиги Европе.
4. ↑  Два наступа у Лиги шампиона, пет наступа у Лиги Европе.
5. ↑  Сви наступи у Лиги шампиона.
6. ↑  Седам наступа и четири гола у Лиги шампиона, два наступа и гол у Лиги Европе.
7. ↑  Шест наступа и три гола у Лиги шампиона, пет наступа и гол у Лиги Европе.
8. ↑  Наступ у Суперкупу Италије.
9. ↑  Сви наступи у Купу Италије Серије Ц.

### Репрезентација
Ажурирано након утакмице одигране 24. марта 2022.
| Италија | Италија | Италија |
| Година  | Наступи | Голови  |
| ------- | ------- | ------- |
| 2012.   | 1       | 0       |
| 2013.   | 3       | 1       |
| 2014.   | 2       | 0       |
| 2015.   | –       | –       |
| 2016.   | 7       | 1       |
| 2017.   | 8       | 1       |
| 2018.   | 9       | 1       |
| 2019.   | 4       | 3       |
| 2020.   | 4       | 0       |
| 2021.   | 15      | 3       |
| 2022.   | 1       | 0       |
| Укупно  | 54      | 10      |

#### Голови за репрезентацију
Голови Италије наведени су на првом месту. Колона „Гол” означава резултат на утакмици након Инсињовог подотка.
| #   | Датум              | Стадион                                | Противник           | Гол   | Резултат | Такмичење                                 |
| --- | ------------------ | -------------------------------------- | ------------------- | ----- | -------- | ----------------------------------------- |
| 1.  | 14. август 2013.   | Стадион Олимпико, Рим, Италија         | Аргентина           | 1 : 2 | 1 : 2    | Пријатељска утакмица                      |
| 2.  | 24. март 2016.     | Стадион Фријули, Удине, Италија        | Шпанија             | 1 : 0 | 1 : 1    | Пријатељска утакмица                      |
| 3.  | 11. јун 2017.      | Стадион Фријули, Удине, Италија        | Лихтенштајн         | 1 : 0 | 5 : 0    | Квалификације за Светско првенство 2018.  |
| 4.  | 27. март 2018.     | Стадион Вембли, Лондон, Енглеска       | Енглеска            | 1 : 1 | 1 : 1    | Пријатељска утакмица                      |
| 5.  | 8. јун 2019.       | Олимпијски стадион, Атина, Грчка       | Грчка               | 2 : 0 | 3 : 0    | Квалификације за Европско првенство 2020. |
| 6.  | 11. јун 2019.      | Стадион Јувентус, Торино, Италија      | Босна и Херцеговина | 1 : 1 | 2 : 1    | Квалификације за Европско првенство 2020. |
| 7.  | 15. новембар 2019. | Стадион Билино поље, Зеница, БиХ       | Босна и Херцеговина | 2 : 0 | 3 : 0    | Квалификације за Европско првенство 2020. |
| 8.  | 4. јун 2021.       | Стадион Ренато Далара, Болоња, Италија | Чешка               | 3 : 0 | 4 : 0    | Пријатељска утакмица                      |
| 9.  | 11. јун 2021.      | Стадион Олимпико, Рим, Италија         | Турска              | 3 : 0 | 3 : 0    | Европско првенство 2020.                  |
| 10. | 2. јул 2021.       | Алијанц арена, Минхен, Немачка         | Белгија             | 2 : 0 | 2 : 1    | Европско првенство 2020.                  |

## Трофеји и признања

### Клуб
Пескара
- Серија Б (1): 2011/12.

Наполи
- Куп Италије (2): 2013/14, 2019/20.
- Суперкуп Италије (1): 2014.

### Репрезентација
Италија
- Европско првенство (1): 2020.
- Треће место у УЕФА Лиги нација: 2020/21.

Италија до 21
- Друго место на Европском првенству до 21: 2013.[10]

### Индивидуално
- Играч године у Серији Б (1): 2012.
- Најбољи стрелац у Купу Италије (1): 2013/14.[11]
- Играч месеца у Серији А: март 2021.[12]
- Витешки орден за заслуге: 2021.[13]